# Dyscia distinctaria
Dyscia distinctaria là một loài bướm đêm trong họ Geometridae.